# Apolipoproteína
No debe confundirse con apoproteína (parte proteica de una proteína conjugada).

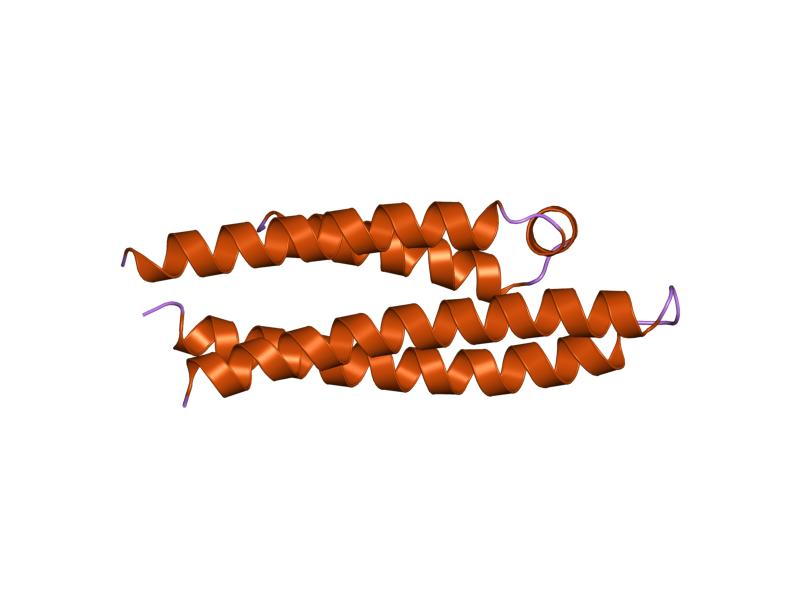
Apolipoproteína e3 (apoe3)

Una apolipoproteína es una proteína que contiene y transporta lípidos en la sangre. Se trata de una heteroproteína anfipática con un grupo prostético lipídico que forma parte de las lipoproteínas. El prefijo apo- del término apolipoproteína significa que es la parte fundamental y proteica de las lipoproteínas, pero no se debe confundir la apolipoproteína con la apoproteína de la misma, que es la parte proteica.
Dado su carácter anfipático, se encuentra junto a fosfolípidos formando la envoltura de las lipoproteínas, las cuales son estructuras macromoleculares solubles en cuyo interior hay un núcleo de grasas (triglicéridos y colesterol).
Existen varios tipos de apolipoproteínas: ApoA, ApoB, etcétera. Cuando forman lipoproteínas, las apolipoproteínas son las responsables de que estas macromoléculas sean captadas por los receptores de determinadas células.
Gracias a este fenómeno estructural (formación de lipoproteínas) y de unión (con receptores celulares), las apolipoproteínas pueden unir las lipoproteínas a receptores que activarán una función enzimática, la cual permitirá la degradación de las grasas contenidas en la lipoproteína. Tienen un papel fundamental en el metabolismo lipídico.

## Tipos
- Apo(a): forma parte de la lipoproteína(a).[2]
- Apo AI: activa la enzima Lecitin Colesterol Acil Transferasa (LCAT) , se une al receptor de HDL, estimula el transporte inverso del colesterol e interviene en la estructura.
- APO AIII: inhibe la LPL y a su receptor.
- APO AIV: secreta quilomicrones y transporta reverso de colesterol, actúa en el SN como anorexígeno.
- APO AV o APOA5: modula los niveles plasmáticos de triglicéridos, facilita la interacción del quilomicrón y de la VLDL con la LPL.
- APO B48: forma parte de los quilomicrones.
- APO B100: ligando del receptor de las LDL
- APO CI: activa la enzima LACT e inhibe la captación hepática de las lipoproteínas ricas en triglicéridos y sus remanentes.
- APO CII: cofactor de lipoproteinlipasa (LPL)
- APO CIII: inhibe la lipoproteinlipasa y la lipasa hepática, y su aumento induce hipertrigliceridemia.
- APO CIV: se expresa en el hígado y tiene la estructura de las otras proteínas del grupo C.
- APO D: es una glicoproteína estrechamente relacionada con la lecitina de la enzima.
- APO E o Apo E: interacción con receptor LDL y receptor Apo E.
- APO H: su función es la de unirse a la cardiolipina.

Niveles elevados de apolipoproteínas se encuentran en hiperalfalipoproteinemia, durante el embarazo. Niveles demasiado bajos se observan durante la diabetes, el hipotiroidismo y la cardiopatía isquémica coronaria.